# Podziel się Posiłkiem
Podziel się Posiłkiem! – program społeczny, którego celem jest walka z niedożywieniem dzieci w Polsce. Zainicjowany przez firmę Danone, jako element strategii społecznej odpowiedzialności firmy w 2003 roku. Współorganizatorem programu od 2005 roku jest Fundacja Polsat, a partnerem strategicznym od 2004 roku Banki Żywności. Do tej pory, w wyniku programu, do dzieci trafiło 10 milionów posiłków.
Program działa w oparciu o mechanizm tzw. marketingu zaangażowanego społecznie – oznacza to, że część zysków ze sprzedaży produktów oznaczonych logo – talerzykiem Podziel się Posiłkiem firma przekazuje na walkę z niedożywieniem dzieci przez cały rok.
Elementem programu jest Ogólnopolska Zbiórka Żywności Podziel się Posiłkiem organizowana, co roku w ostatni weekend września, przez Banki Żywności oraz Program Grantowy Danone „Masz pomysł? Podziel się Posiłkiem!”. Z programu grantowego do końca 2010 roku dofinansowano 178 projektów na rzecz niedożywionych dzieci w całej Polsce.